# Dienerella elongata
Dienerella elongata là một loài bọ cánh cứng trong họ Latridiidae. Loài này được Curtis miêu tả khoa học năm 1844.